# Askepot (sang)
 For alternative betydninger, se Askepot (flertydig). (Se også artikler, som begynder med Askepot)
"Askepot" er en sang af den danske gruppe Shu-bi-dua og er fra deres niende album, Shu-bi-dua 9. Nummeret er indspillet i country-stil i Sound Track Studio og Easy Sound Studio i København i 1982. Sangen handler om en ung kvinde, Askepot (navngivet efter det gamle folkeeventyr), der danser "alene rundt på gulvet" og er meget isoleret og ensom i tilværelsen. Som lytter får man at vide, at det skyldes "en lille og krukket dille, en modegrøn mani" - altså tøjvaremærket Lacoste, som Askepot med sit tøj ikke er en del af. Der er derfor ikke nogen plads til hende i det hippe omgivende ungdomsmiljø. Shu-bi-duas tekst er en generel kritik af modefænomener i samfundet, særligt når en modetrend udelukker mennesker fra fællesskabet, fordi de ikke er "rigtigt klædt". I dette tilfælde er Lacoste målet for kritikken.
Lacoste-tøj var ét af 1980'erne helt store fænomener indenfor mode, og dets logo var et grønt krokodille-mærke. Der var ikke tale om et billigt tøjmærke, så det var næppe alle unge mennesker (og deres forældre), der havde råd til at være med på modedillen. Selvom Shu-bi-dua vidste, at de ville lave en sang om moderæset, var tekstskriveriet ifølge forsanger Michael Bundesen én af de mærkeligste skriveprocesser han nogensinde har oplevet med bandet. "Askepot" lå i lang tid og var næsten færdig, men bandet kunne ikke afslutte sangen. Først efter et år, lykkedes det endelig at skrive de sidste linjer.

## Udgivelsen og sangens rolle
"Askepot" udkom sammen med 9'eren i december 1982. Den blev populær hos såvel band som publikum og har været spillet live af Shu-bi-dua fra tid til anden gennem årene.